# 兆電子伏特加速器

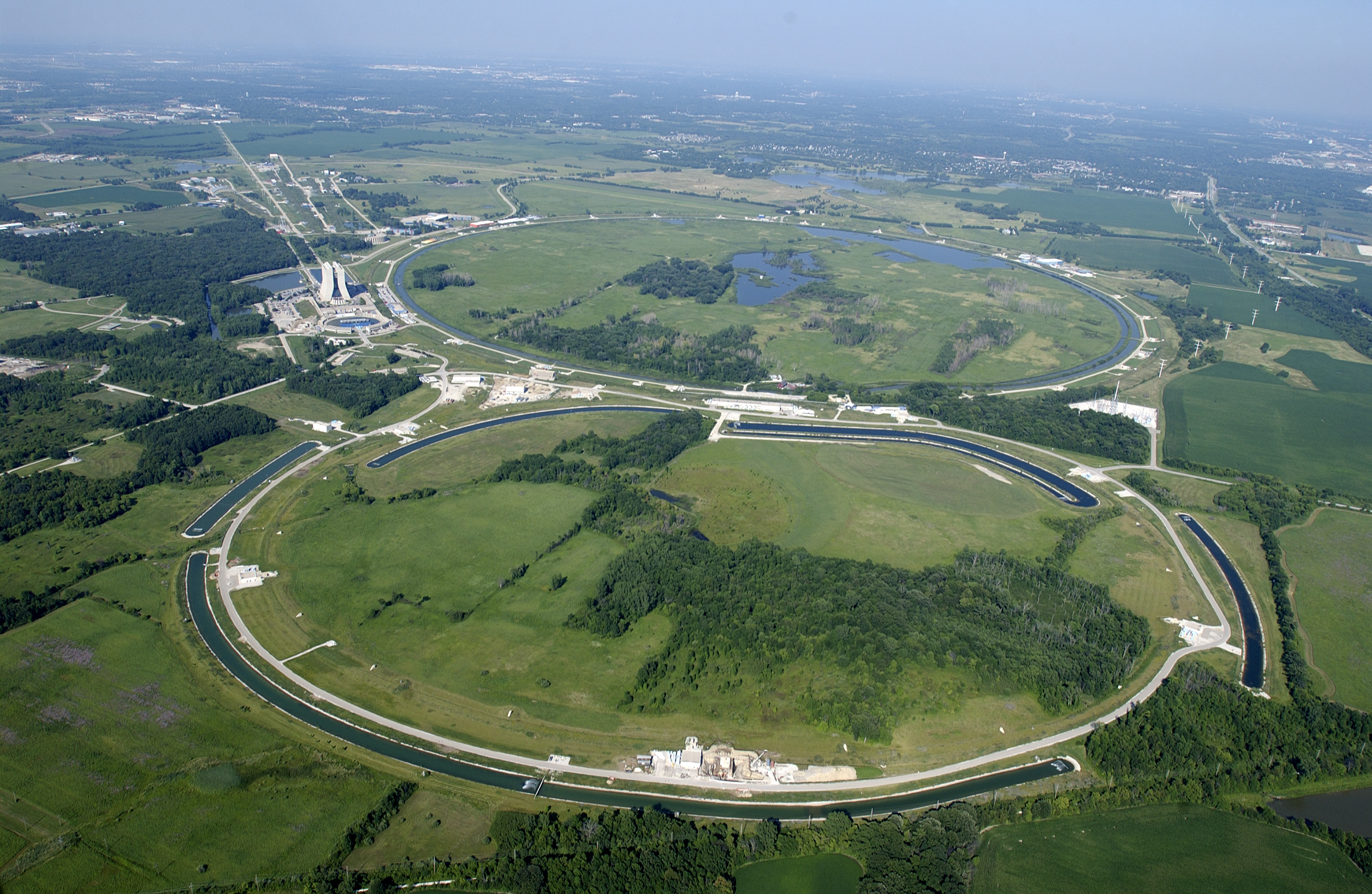
兆電子伏特加速器

兆電子伏特加速器（英語：Tevatron），又譯為正負質子對撞機，是一座圓形粒子加速器（或稱同步迴旋加速器），設在美國伊利諾州巴达维亚的費米實驗室。兆電子伏特加速器曾為世界上运行能量最高的粒子對撞機。兆電子伏特加速器將質子與反質子於6.3公里的環中加速，使其能量達到1TeV=1012eV，電子伏特。兆電子伏特加速器始建于1983年8月，總花費為1.2億美金，以後定期升級。「主注射器」（Main Injector）是其中最重要的增建物，自1994年起花了超過五年時間建造，總花費2.9億美金。由於美國能源部所提供經費的縮減，以及随着欧洲大型强子对撞机的於2009年底正式開始運作，並於2010年三月超越兆電子伏特加速器成為世界上運行能量最高的對撞機(大型強子對撞機能夠產生能量高達7TeV的粒子束)，兆電子伏特加速器最終於2011年9月30日关闭。兆電子伏特加速器的部分元件可能被轉移至其他的粒子加速器上，但兆電子伏特加速器的主注射器仍可能於未來的實驗中被重新啟用。
兆電子伏特加速器的6.28公里长的圆形加速器轨道可以将粒子加速到光速的99.99999954%。

## 主要構造及加速過程
為了產生足夠高能的質子束與反質子束以模擬宇宙早期的環境，兆電子伏特加速器的加速器分為許多的部分分階段各司其職的進行加速。
1. 考克饶夫-瓦尔顿产生器（Cockcroft–Walton generator）：兆電子伏特加速器首先必須要產生出質子束。加速器中的質子束是來自於氫負離子。 考克饶夫-瓦尔顿产生器即是負責進行初步加速氫負離子至能量約74萬電子伏特。
2. 直線加速器（LINAC）：這是個長500英尺的直線管道，其內部有電場，可以將離開考克饶夫-瓦尔顿产生器的氫負離子進行近一步的加速至能量約4億電子伏特，即光速的70%。
3. 助推器（booster）：助推器不同於直線加速器，其是一個圓形的加速軌道。當氫負離子進入助推器之後，氫負離子會因為助推器管道內部放置有碳薄膜而將其電子吸附住，形成質子束。同時，此一質子束也會在繞行約20000次助推器圓形軌道時達到總能量約80億電子伏特。
4. 主注射器（main injector）：接著，質子束會被送至主注射器。在主注射器這主要有三個功能: 其一，主注射器負責將一部份的質子束送去產生反質子束; 其二，主注射器負責再加速質子束與反質子束; 其三，主注射器負責將質子束與反質子束送至兆電子伏特加速器主環，亦即主撞擊區。主注射器可以說是兆電子伏特加速器的控制中心，負責控制個個粒子束的走向。
5. 定標靶源（fixed target area）：一部分的質子束會從主注射器送至此產生反質子。此處的管道內放置著鎳靶，當高能質子束撞擊這些固定的鎳靶時，會產生許多的次原子粒子，其中即包含一部份的反質子。此處質子束與鎳原子撞擊約一秒一億次，但每秒約只產生二十個反質子。接著這些次原子粒子與反質子會在管道內被篩選，反質子會被送去另一個反質子儲存器內儲存並冷卻，待達到一定的數量後，再送回位於主注射器下方的回收器。
6. 回收器（recycler）：在回收器內，反質子會繼續累積且冷卻反質子。冷卻反質子可以使其更好被控制且加速。
7. 兆電子伏特加速器主環：待質子束與反質子束數量累積到一定且達到一定的能量後，即會從主注射器被送往兆電子伏特加速器主環。在主環的兩個不同位置設有兩個約三至四層樓的偵測器，即CDF與DZero。質子束與反質子束會在這兩個偵測器內部以接近光速互相撞擊，一秒約可發生高達兩百萬次的撞擊。撞擊後產生的粒子殘骸會由這兩個偵測器記錄這些其軌跡、動量與能量，進而藉由這些資訊判別這些粒子殘骸為哪些次原子粒子，亦可藉由質能等價進一步判斷是否有新粒子產生。但由於一秒鐘撞擊次數實在過於龐大，如此大筆資料不會一一儲存，兆電子伏特加速器僅會將值得注意或新奇事件紀錄下來，每秒鐘約四百筆。

## 圓形軌道加速器原理
因為帶電粒子在磁場內運動會受到勞侖茲力，因此可以藉由在圓形軌道內施加磁場而使質子束與反質子束維持在圓形軌道內。粒子所行進的軌道半徑與其質量、電性與所處磁場量值關係為
{\displaystyle r_{c}=v_{0}/\omega =mv_{0}/qB}。
由於軌道半徑與粒子的動量有關，因此，若是想要維持高能的質子束與高能的反質子束於圓形軌道內，必須要施以一定高強度的磁場才行。在兆電子伏特加速器中，為了產生如此強大的磁場，會在粒子束行進的軌道外放置超導體。藉由冷卻至約攝氏負272.78度（僅高於絕對零度0.37度），此時超導體內的電阻會變成零，如此可以產生高強度的電流，也可產生足夠高強度的磁場以限制質子與反質子這類帶電粒子於圓形軌道內。

## 偵測器原理
兆電子伏特加速器中，在不同的位置設置了兩個利用不同原理進行量測的偵測器，分別為CDF與DZero。

### CDF

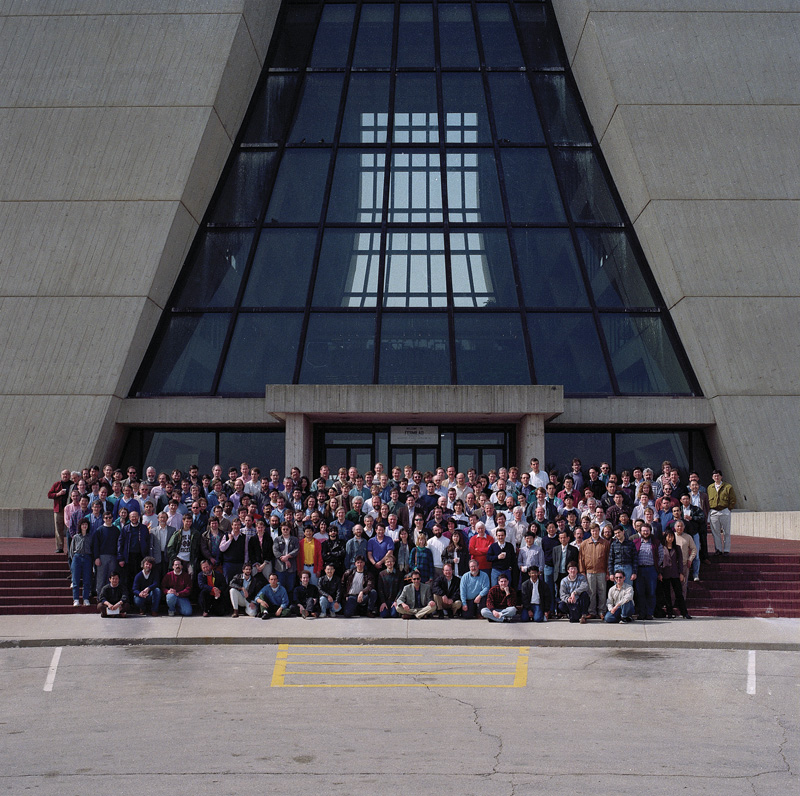
1994年4月14日，CDF研究團隊團體照。

CDF是個約四層樓高的建築，內部有約一百萬個偵測子系統可以用來偵測質子束碰撞時產生的遺骸。其偵測系統大致可以分為四層:
1.矽偵測層: 矽偵測層共由七層的矽薄膜緊貼質子束與反質子束行進的管道構成，矽偵測層的外層與內層會通以偏電壓，且整個矽偵測層位於磁場內。當質子束與反質子束相互撞擊時，產生的次原子粒子會朝外射向矽偵測層。這些次原子粒子當中有部分是帶電性的粒子，當其穿透矽偵測層時，會與矽原子撞擊進而游離這些矽原子。這些被游離的電子接著會因為偏電壓的關係而被吸引至矽偵測層表面，並被表面的電子裝置記錄下來位置而得到軌跡。由於磁場的存在，帶電粒子在矽偵測層的運動也並非直線，因此將偵測得的位置連得一條線，便可藉由此曲線以計算此帶電粒子之質量與速度為何。
但值得注意的是，因質子與反質子碰撞產生的中性粒子並不會在此曾被記錄下來，因為他們根本不會游離矽原子。

## 貢獻

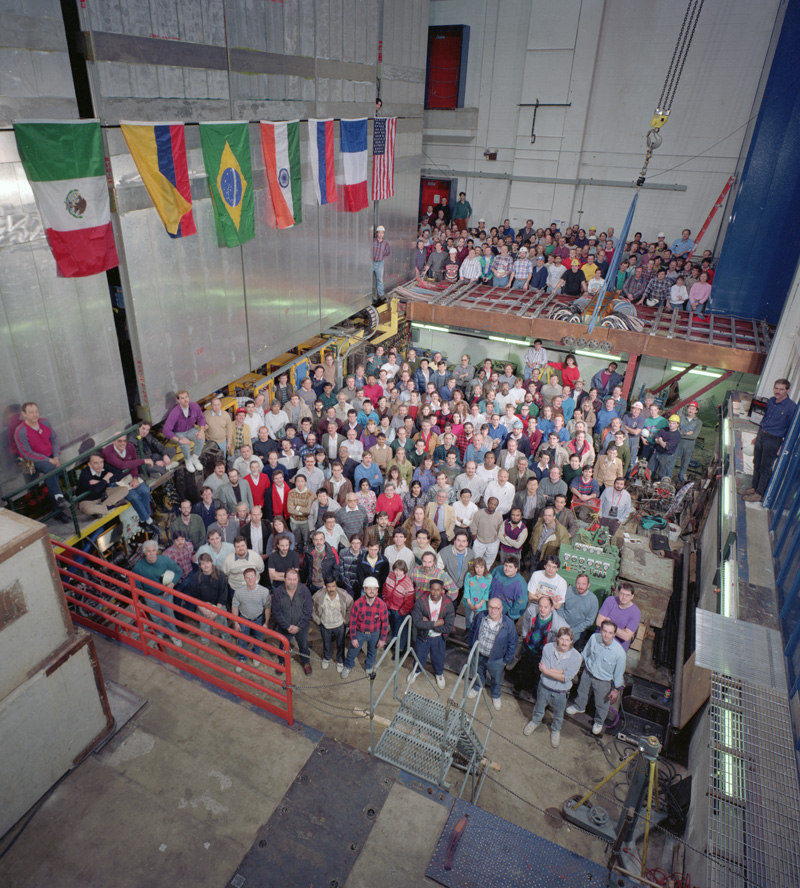
1992年2月14日，D0研究團隊團體照。

兆電子伏特加速器的主要成就是於1995年時發現了粒子物理學標準模型中所預測的最後一個基本費米子。2012年2月時，CDF、DØ粒子對撞實驗團隊的科學家們在費米國立加速器實驗室宣布他們從2001年以來兆電子伏特電子加速器的大約五千億筆資料的分析中，發現希格斯玻色子的存在性是極為可能的，而這存在性只有1/550的機率是由於統計上的誤差所造成的誤判。兩天後，由大型強子對撞機的實驗確認了兆電子伏特加速器的實驗數據，其中，兩者的實驗誤差僅少於一百萬分之一。
另外，科學家通过兆電子伏特加速器发现顶夸克、τ中微子，并且精确测量了W玻色子的质量。

## 外部連結
- Live Tevatron status（页面存档备份，存于）
- The Hunt for the Higgs at Tevatron（页面存档备份，存于）
- Technical details of the accelerators